# Pseudopteris arborea
Pseudopteris arborea är en kinesträdsväxtart som beskrevs av René Paul Raymond Capuron. Pseudopteris arborea ingår i släktet Pseudopteris och familjen kinesträdsväxter. Inga underarter finns listade i Catalogue of Life.